# 250840 Motorhead
250840 Motorhead este o planetă minoră (asteroid), cu un diametru de 3,246 km, din centura de asteroizi. A fost descoperită pe 30 octombrie 2005 la Nogales de Jean-Claude Merlin⁠(d) și a fost numită după Motörhead. 
Obiectul prezintă o orbită caracterizată de o semiaxă mare de 3,1055081134157 UAi, o excentricitate de 0,13, o înclinație de 4,4 ° în raport cu ecliptica.